# Florida-Klasse
Die Florida-Klasse war eine Schlachtschiffklasse der United States Navy, deren zwei Schiffe im Ersten Weltkrieg zum Einsatz kamen. Diese Schiffe stellten eine Verbesserung gegenüber der vorangegangenen Delaware-Klasse dar. Dank größerer Maschinenräume fanden nun vier statt zwei Dampfturbinen Platz. Die Breite der Schiffe nahm zu, was ihnen eine größere metazentrische Höhe verlieh und damit den Auftrieb verbesserte und die Belastung des Rumpfes verringerte.

## Konstruktionsgeschichte

### Entwurf
Die Konstruktion der Florida-Klasse war aufgrund politischer Vorgabe eng an die vorangegangene Delaware-Klasse angelehnt, weshalb sie ebenfalls mit 305-mm-Geschützen bewaffnet wurde und nicht, wie in der Marine befürwortet, ein Übergang zu acht 356-mm-Geschützen vorgenommen wurde. Dennoch entschied man sich, im Gegensatz zur Vorgängerklasse, zur Ausstattung beider Schiffe mit einem Turbinenantrieb. Die Konstruktionsarbeiten endeten gegen Ende 1908, bewilligt wurden die Schiffe bereits in der ersten Jahreshälfte.

### Bau
Die Kiellegung der Florida erfolgte am 9. März 1909 bei New York Navy Yard, der Stapellauf am 12. Mai 1910 und die Fertigstellung am 15. September 1911. Die Utah wurde am 15. März 1909 bei New York Shipbuilding, Camden, Kiel gelegt, lief am 23. Dezember 1909 vom Stapel und wurde am 31. August 1911 fertiggestellt. Die Bauzeit betrug jeweils etwa 30 Monate, die Baukosten etwa 6,5 Mio. $.

## Technik

### Schiffsmaße
Die Schiffe der Florida-Klasse hatten eine Gesamtlänge von 159 m, und eine Kielwasserlinie von 155,50 m. Die Breite betrug 26,90 m und der Tiefgang 8,60 m. Die Verdrängung lag zwischen 21.825 tn.l. und 23.400 tn.l.

### Antrieb
Die beiden Schiffe waren mit vier Parsons-Turbinen ausgestattet, die jeweils eine Welle antrieben und insgesamt 28.000 Shp (20.594 kW) entwickelten, mit der die Schiffe eine Höchstgeschwindigkeit von 20,75 Knoten (38 km/h) erreichten. Der Dampf wurde von zwölf Babcock & Wilcox-Wasserrohrkesseln geliefert. Die Schiffe konnten maximal 2540 t Kohle oder 460 t Heizöl mitführen, was ihnen bei 10 Knoten (19 km/h) eine Reichweite von 6.720 Seemeilen (12.445 km) ermöglichte. Die Besatzung des Schiffes bestand aus 1001 Offizieren und Mannschaft.

### Bewaffnung

#### Hauptbewaffnung
Die Hauptbewaffnung bestand aus zehn 305-mm-Geschützen in Mk-8-Lafetten mit einem Gewicht von 450 bis 457 t. Die fünf Zwillingsgeschütztürme befanden sich vor und hinter den Aufbauten mit den Bezeichnungen 1 bis 5 von vorn nach achtern. Die 54 t schweren Geschütze hatten bei einer maximalen Elevation von 15° und einer Mündungsgeschwindigkeit von 823 m/s eine Reichweite von 18.290 m. Sie verschossen 394 kg schwere Granaten mit einer Kadenz von etwa zwei Schuss pro Minute.

#### Sekundärbewaffnung
Die Sekundärbewaffnung setzte sich aus sechzehn 127-mm-Kanonen in Mk-13-Lafetten mit einem Gewicht von 12 t zusammen. Die Kanonen befanden sich in jeweils acht Kasematten entlang des Schiffrumpfes. Die 6,63 m langen Geschütze hatten einen Seitenrichtbereich von −150 bis +150 Grad. Die Kanonen selbst wogen 5,1 t hatten eine maximale Elevation von 15° und eine Mündungsgeschwindigkeit von 960 m/s. Sie verschossen 22,7 kg schwere Granaten mit einer Kadenz von etwa acht bis neun Schuss pro Minute.

#### Flugabwehr
1917 erhielten beide Schiffe zwei 76-mm-Flugabwehrkanoen. Die Geschütze hatten einen Seitenrichtbereich von 360° und eine Elevation von maximal 75°. Die Kanonen hatten bei einer Mündungsgeschwindigkeit von 503 m/s und einer effektiven Elevation von 42,5° eine Reichweite von 9.281 m. Die Geschütze verschossen eine 7-kg-Granate mit einer Feuerrate von acht bis neun Schuss pro Minute.
Die Schiffe waren außerdem mit zwei 533-mm-Torpedorrohren ausgestattet; zwei auf jeder Breitseite. Die Torpedos trugen einen 91 kg schweren Sprengkopf und hatten bei einer Geschwindigkeit von 26 kn (48 km/h) eine Reichweite von 3.658 m.

#### Bordflugzeuge
Bei dem Umbau in den 1920er-Jahren wurde auf den Schiffen ein Flugzeugkatapult auf dem mittleren Geschützturm eingebaut und drei Wasserflugzeuge zur Aufklärung an Bord aufgenommen.

### Panzerung und Schutzsysteme
Der Aufbau der Panzerung entsprach weitgehend dem der Delaware-Klasse. Der Panzergürtel hatte eine Dicke von 229 bis 279 mm und erstreckte sich von der vorderen bis zur hinteren Barbette. Zusammen mit 254 mm starken Querschotten vorn und achtern bildete er die gepanzerte Zitadelle. Das Schiff hatte ein gepanzertes Deck mit einer Dicke von 38 mm. Die Geschütztürme hatten 203–305 mm starke Seiten und ein 76 mm dickes Dach. Die Barbetten waren mit 102 bis 254 mm gepanzert. Die Panzerung der Kasematten der 127-mm-Geschütze war 165 mm stark und der Kommandoturm hatte 292 mm dicke Seiten sowie ein 76 mm starkes Dach.

## Schiffe derFlorida-Klasse

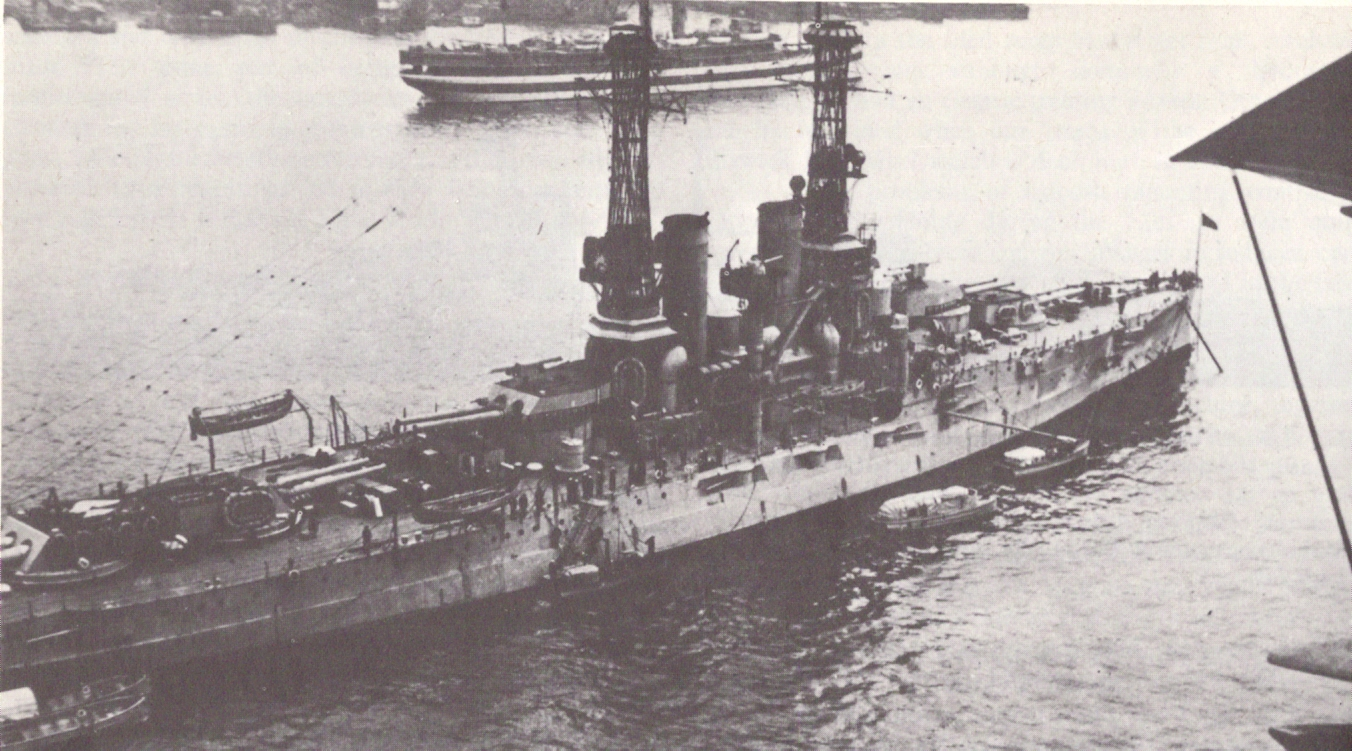
Die Florida 1927

### Florida
Die Florida wurde am 9. März 1909 auf Kiel gelegt und lief am 12. Mai 1910 vom Stapel. Sie wurde am 15. September 1911 in Dienst gestellt. Im Ersten Weltkrieg wurde sie nach dem Kriegseintritt der USA ab Dezember 1917 zusammen mit der britischen Hochseeflotte eingesetzt. Zu Gefechten kam es jedoch nicht. Am Ende des Krieges eskortierte sie die deutsche Hochseeflotte nach Scapa Flow, wo diese interniert wurde und sich selbst versenkte. Das Schiff wurde zwar noch von 1924 bis 1926 modernisiert, aber zur Erfüllung der Abrüstungsbedingungen aus dem Londoner Flottenvertrag am 16. Februar 1931 außer Dienst gestellt und ein Jahr später verschrottet.

### Utah
Die Utah wurde am 15. März 1909 auf Kiel gelegt und lief am 23. Dezember 1909 vom Stapel. Am 31. August 1911 wurde sie in Dienst gestellt und 1917 nach dem Kriegseintritt der USA im Ersten Weltkrieg eingesetzt. Von September bis zum November 1918 schützte sie die Seerouten zwischen Nordamerika und Irland. Wie ihr Schwesterschiff wurde sie von 1926 bis 1928 modernisiert, erst wieder bei der Atlantikflotte, nach einem Umbau um 1931 unter der Bezeichnung AG 16 als Übungs- und Zielschiff verwendet, aber anders als ihr Schwesterschiff nicht abgewrackt. Ab 1935 fungierte sie als Übungs- und Versuchsschiff für leichte Flugabwehrwaffen, ab 1941 auch für 127-mm-Flak. Zu Beginn des Pazifikkrieges wurde sie beim japanischen Angriff auf Pearl Harbor am 7. Dezember 1941 durch zwei Torpedotreffer versenkt, wobei 58 Mann fielen. Danach wurden einige Flak aus dem Wrack geborgen, das Schiff jedoch wegen der damit verbundenen großen Schwierigkeiten nicht wieder gehoben. Das Wrack blieb als Gedenkstätte erhalten.